# Mohrovy vážky

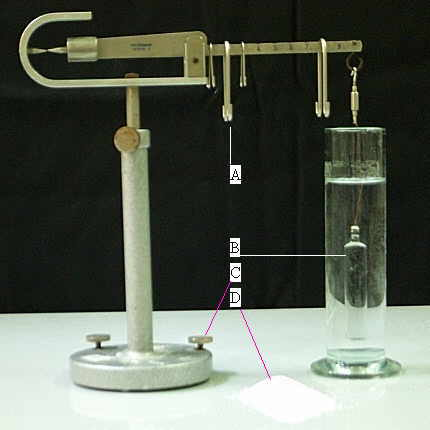

Mohrovy vážky (anglický termín je Westphal balance) měří hustotu kapaliny vyvážením vztlakové síly tělíska o kalibrovaném objemu, které ponořujeme do kapaliny (=na základě Archimédova zákona). Vážky se vyváží ve stavu mimo kapalinu (s dobře očištěným tělískem) a po ponoření do kapaliny se vyváží znovu pomocí několika kalibrovaných závaží; rameno váhy má vyznačeno (nebo opatřeno háčky) devět pozic, do kterých se nechají zavěsit závaží; největší reprezentuje hustotu 1 g/cm3 (podle pozice až 9 g/cm3), menší 0,1 g/cm3 a případné třetí 0,01 g/cm3. Podle umístění závaží po vyvážení se pak určí hustota. V některých provedeních mohou vážky být vyvážené pro hustotu 1 g/cm3 a opatřeny dalším závažím pro zavěšení na opačnou stranu ramena, podle toho, zda měříme hustotu větší, nebo menší, než 1 g/cm3. Součástí je tedy zpravidla vhodná skleněná nádoba (odměrný válec) pro měřenou kapalinu.